# فهرست شاهان گالاتیا
گالاتیا سرزمینی باستانی در آناتولی مرکزی بود که توسط گل‌ها و بعد از تهاجمات آنها در نیمهٔ قرن ۳ قبل از میلاد تأسیس شد.

## شاهان گالاتیا، ۲۵–۶۲ قبل از میلاد
| نام شاه     | دورهٔ حکومت | توضیحات                   |
| ----------- | ---------- | ------------------------- |
| دیوتاروس    | ۶۲–۴۰ ق.م. | پادشاهی مشترک با دیوتاروس |
| بروگیتاریوس | ۶۳–۵۰ ق.م. | پادشاهی مشترک با دیوتاروس |
| آمینتاس     | ۳۷–۲۵ ق.م. |                           |